# Weiden an der March
Weiden an der March ist eine Gemeinde im Bezirk Gänserndorf in Niederösterreich  mit 1017 Einwohnern (Stand 1. Jänner 2024).

## Geografie
Weiden an der March liegt im Weinviertel in Niederösterreich. Die Fläche der Gemeinde umfasst 55,8 Quadratkilometer. 19,63 Prozent der Fläche sind bewaldet.

### Gemeindegliederung
Das Gemeindegebiet umfasst folgende drei Ortschaften (in Klammern Einwohnerzahl Stand 1. Jänner 2024):
- Baumgarten an der March (204), (kroat. Pangort na Moravi)[2]
- Oberweiden (437)
- Zwerndorf (376), (kroat. Cvendrof)[2]

Die Gemeinde besteht aus den Katastralgemeinden Baumgarten an der March, Oberweiden und Zwerndorf. Die Gründung der Großgemeinde Weiden an der March unter Zusammenschluss der drei Orte Baumgarten, Oberweiden und Zwerndorf erfolgte am 1. Jänner 1975.

### Nachbargemeinden
|                  | Angern an der March                         |                    |
| Weikendorf       | Kompassrose, die auf Nachbargemeinden zeigt | Malacky (Slowakei) |
| Untersiebenbrunn | Lassee                                      | Marchegg           |

## Geschichte
In diesem Gebiet wurden Funde aus dem Altpaläolithikum gemacht, ca. 800.000 Jahre alte Geröllgeräte des Homo erectus.

### Religionen
Etwa 96 % der Einwohner Weidens sind römisch-katholischen Glaubens. Die Kirchen von Weiden zählen zu den ältesten im Bezirk Gänserndorf.

## Kultur und Sehenswürdigkeiten
- Katholische Filialkirche Baumgarten an der March hl. Markus
- Katholische Pfarrkirche Oberweiden hl. Leopold
- Katholische Pfarrkirche Zwerndorf hl. Pankratius

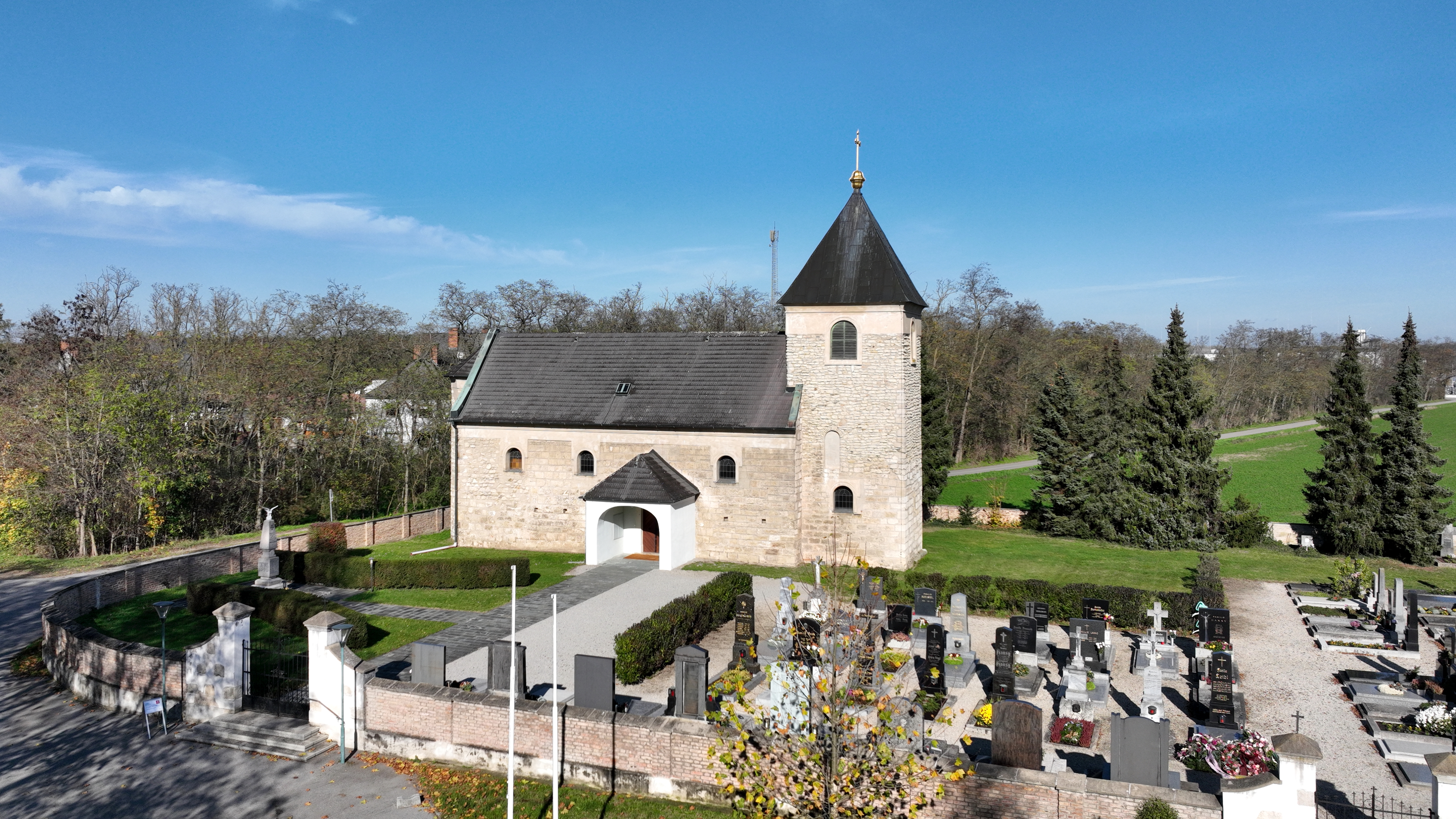
Filialkirche Baumgarten an der March
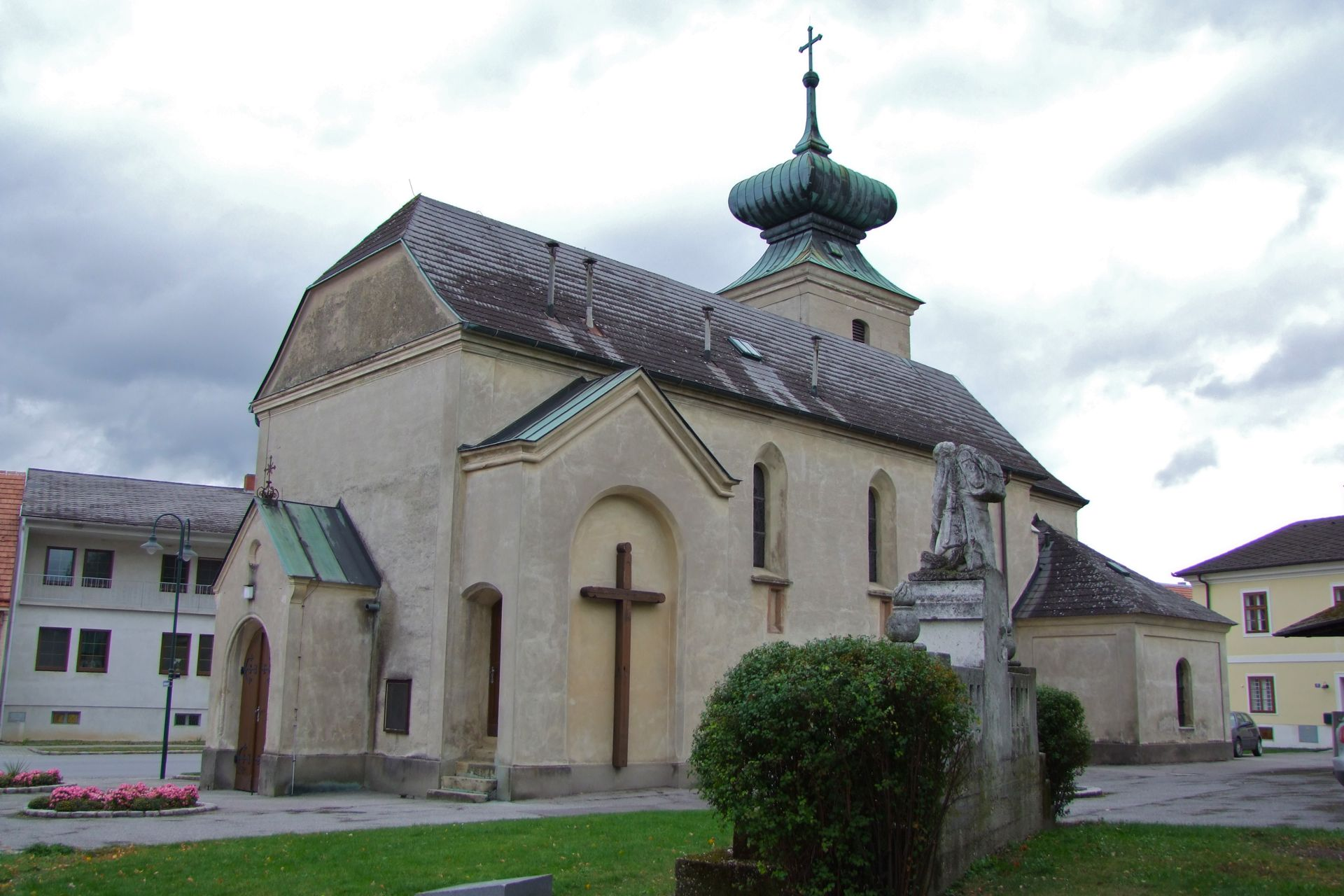
Pfarrkirche Oberweiden
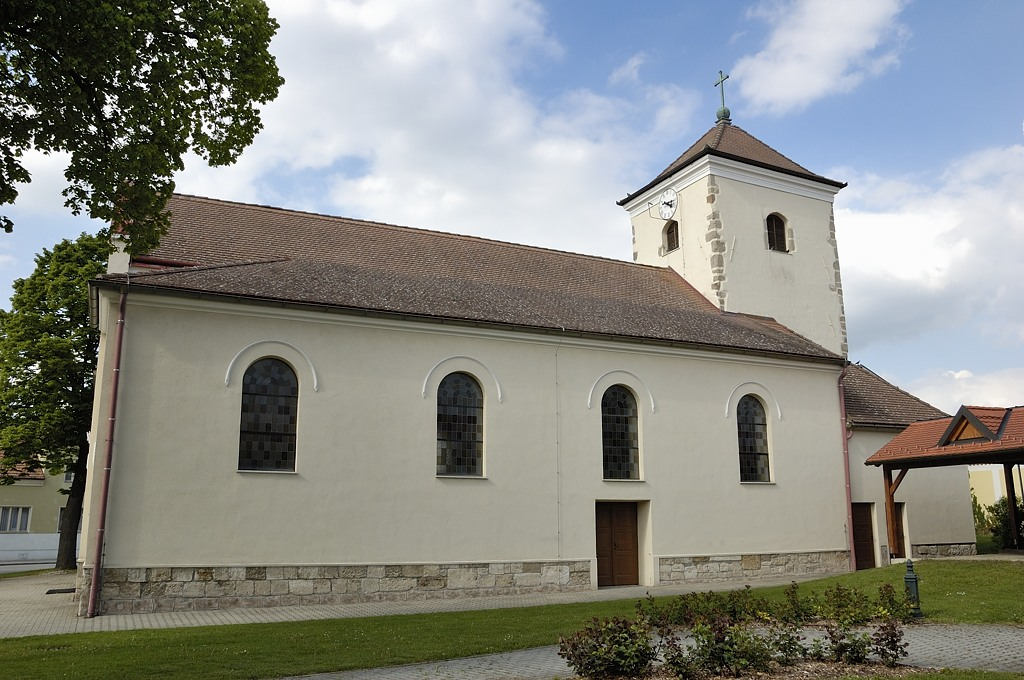
Pfarrkirche Zwerndorf
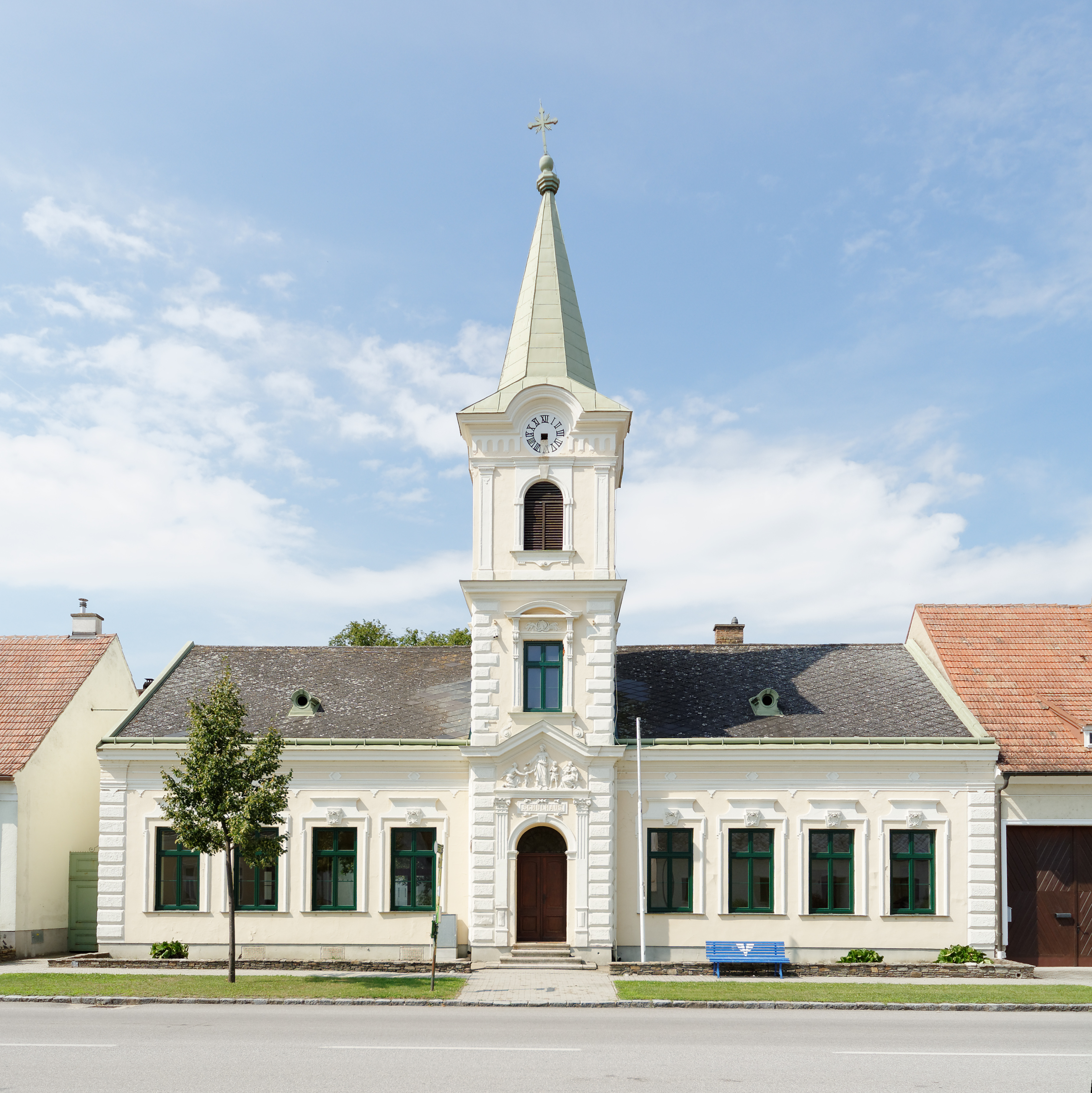
Ehemaliges Schulgebäude in Baumgarten

### Natur und Naturschutz

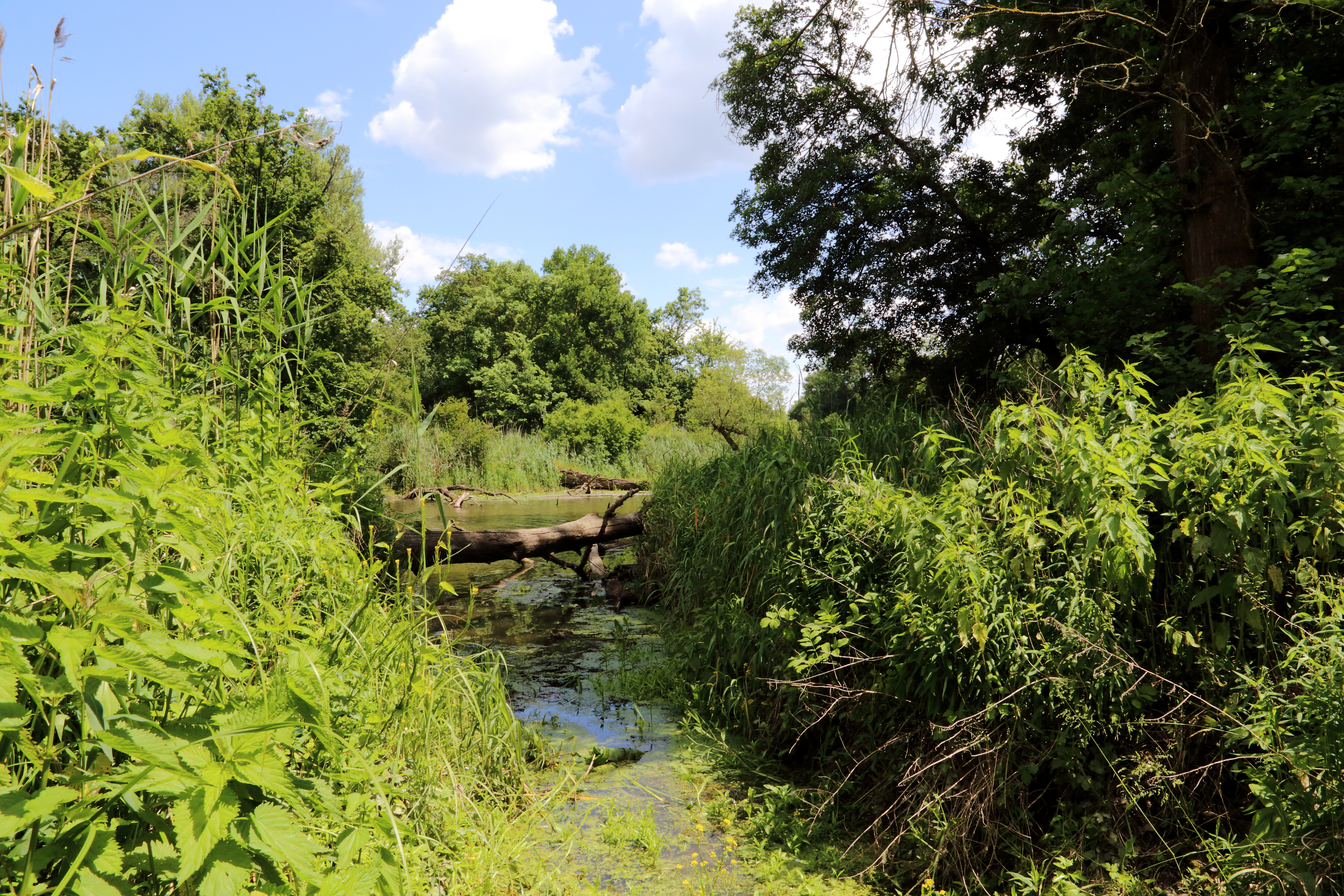
Marchau nächst der Bernstein Straße im Bereich der Gemeindegrenze von Weiden an der March (Ortsteil: Baumgarten an der March) und Marchegg

Auf einer Fläche von etwa 117 Hektar erstrecken sich die Sandberge von Oberweiden, wo seltene und teilweise in Österreich vom Aussterben bedrohte Arten wie die Sand-Strohblume (Helichrysum arenarium), die Sand-Radmelde (Bassia laniflora), die Spät-Nelke (Dianthus serotinus) und der Sand-Wegerich (Plantago arenaria) wachsen.
In Zwerndorf und Baumgarten gibt es Auwälder mit dem Naturreservat Marchauen zum Wandern ein. Die Kamp-Thaya-March-Radroute und der March-Panoramaweg führen durch die Gemeinde. In Zwerndorf gibt es einen Badeteich.
- FFH-Gebiet Pannonische Sanddünen
- Vogelschutzgebiet Sandboden und Praterterrasse[4]
- Europaschutzgebiete March-Thaya-Auen
- Vogelschutzgebiet March-Thaya-Auen[5]
- Naturschutzgebiet Sandberge Oberweiden
- Naturschutzgebiet Salzsteppe Baumgarten an der March[6]

## Wirtschaft und Infrastruktur
Nichtlandwirtschaftliche Arbeitsstätten gab es im Jahr 2001 26, land- und forstwirtschaftliche Betriebe nach der Erhebung 1999 90. Die Zahl der Erwerbstätigen am Wohnort betrug nach der Volkszählung 2001 403. Die Erwerbsquote lag 2001 bei 45,79 Prozent.

### Bodenschätze

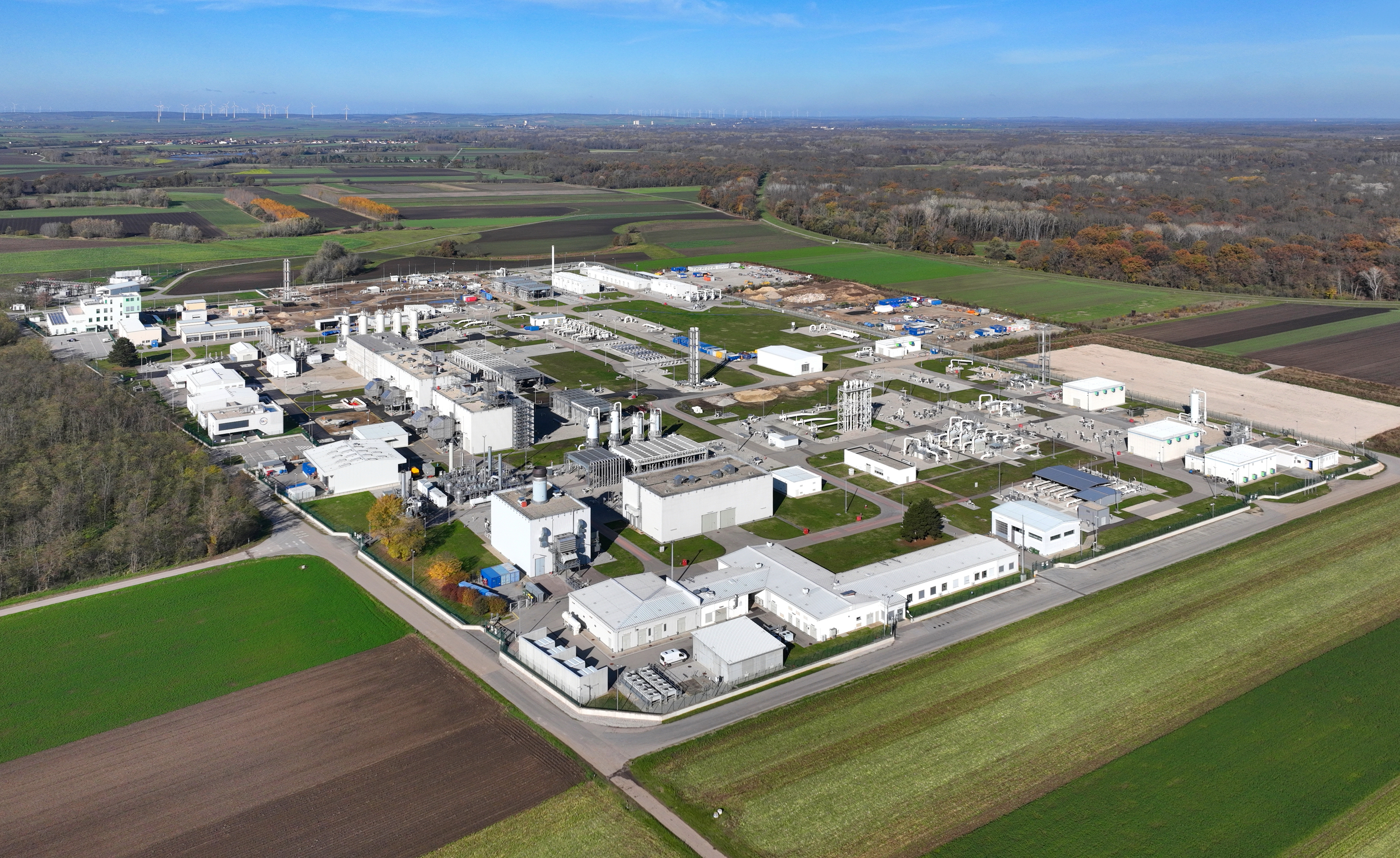
Gasverteilstation Baumgarten

- Erdgaslagerstätte: 1952 wurde hier die bisher größte Erdgaslagerstätte Österreichs erschlossen. Bei der ersten Bohrung kam es am 15. März 1952 zu einem Gasausbruch, in dessen Folge die gesamte Bohranlage zerstört wurde und in einem sich bildenden Krater versank. Hierdurch konnte der Ausbruch mit herkömmlichen Mitteln nicht mehr unter Kontrolle gebracht werden. Durch drei um die Ausbruchstelle von sowjetischen Turbinenbohrbrigaden niedergebrachte Richtbohrungen, von denen eine in 1295 m Tiefe auf das Unglücksbohrloch traf, und anschließendes so genanntes Totpumpen konnte der Erdgasausbruch nach 11 Monaten, in denen schätzungsweise eine Milliarde Kubikmeter Erdgas unkontrolliert entströmten, beendet werden. Dieser Einsatz stellt die erste Anwendung der Turbinenbohrtechnik außerhalb der Sowjetunion dar. Die Erdgas führenden Schichten des Gasfeldes Zwerndorf liegen in Tiefen von 650 bis 2753 m Tiefe. Das weitaus meiste Gas befindet sich jedoch in einer Sandsteinschicht, die in einer Tiefe von 1410 bis 1500 m liegt. Bis 1992 wurden aus dem Lagerstättenkomplex Zwerndorf-Baumgarten 12,3 Milliarden Kubikmeter Erdgas gefördert. Das geförderte Erdgas gelangt zur zentralen Verteilerstelle im Ortsteil Baumgarten, in die auch mehrere Erdgas-Fernleitungen münden, womit hier eines der wichtigsten europäischen Verteilerzentren für Erdgas besteht.

### Verkehr

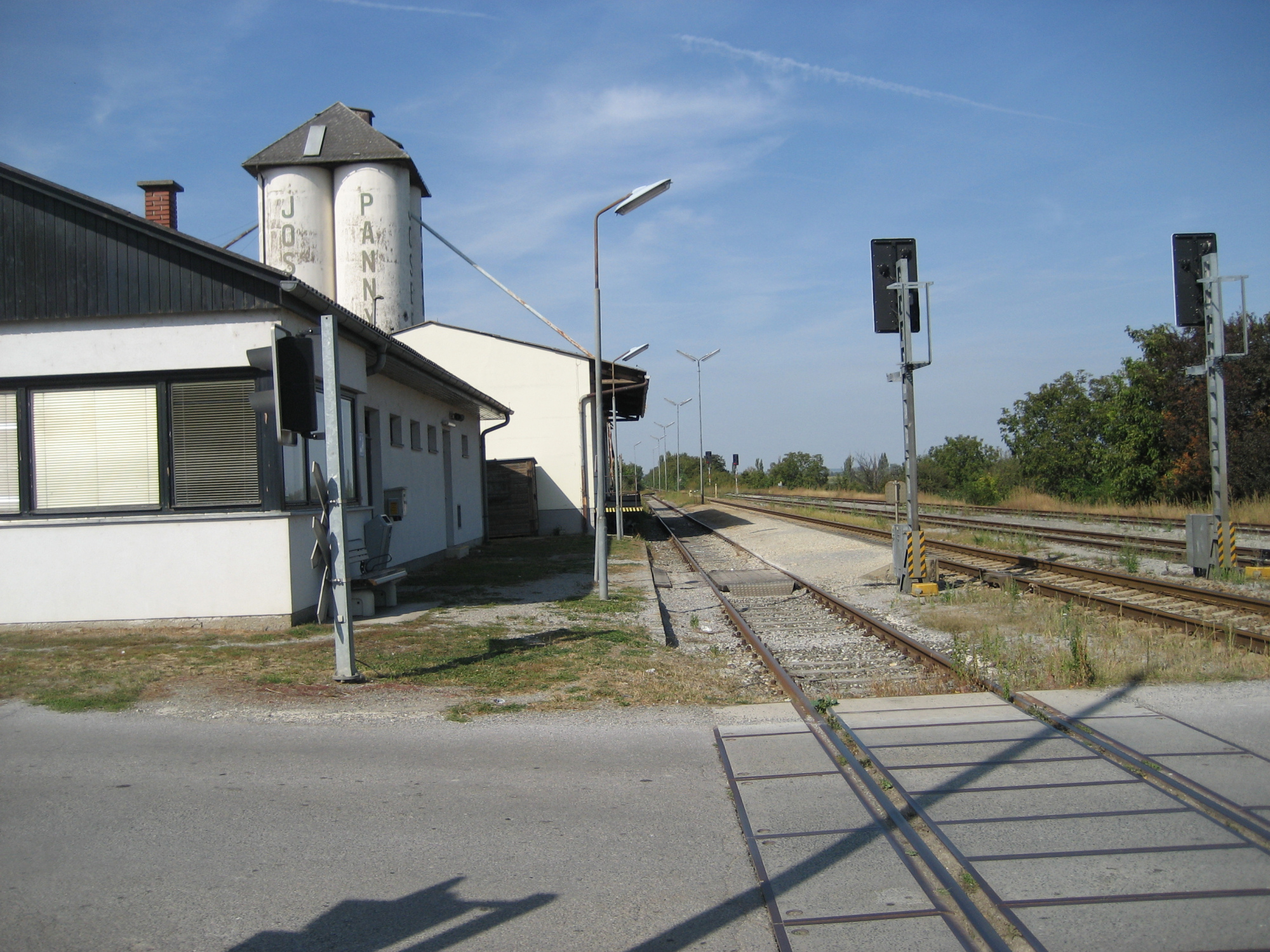
Bahnhof Oberweiden

- Bahn: Oberweiden liegt an der Bahnstrecke Gänserndorf–Marchegg. Beim Bahnhof halten die Züge der Wiener S-Bahn Linie S1 im Stundentakt.
- Straße: Baumgarten und Zwerndorf liegen an der Bernstein Straße (B49). In Zwerndorf zweigt von dieser die B8a ab.

### Feuerwehr
Drei Freiwillige Feuerwehren
FF Baumgarten an der March
FF Oberweiden
FF Zwerndorf

## Politik

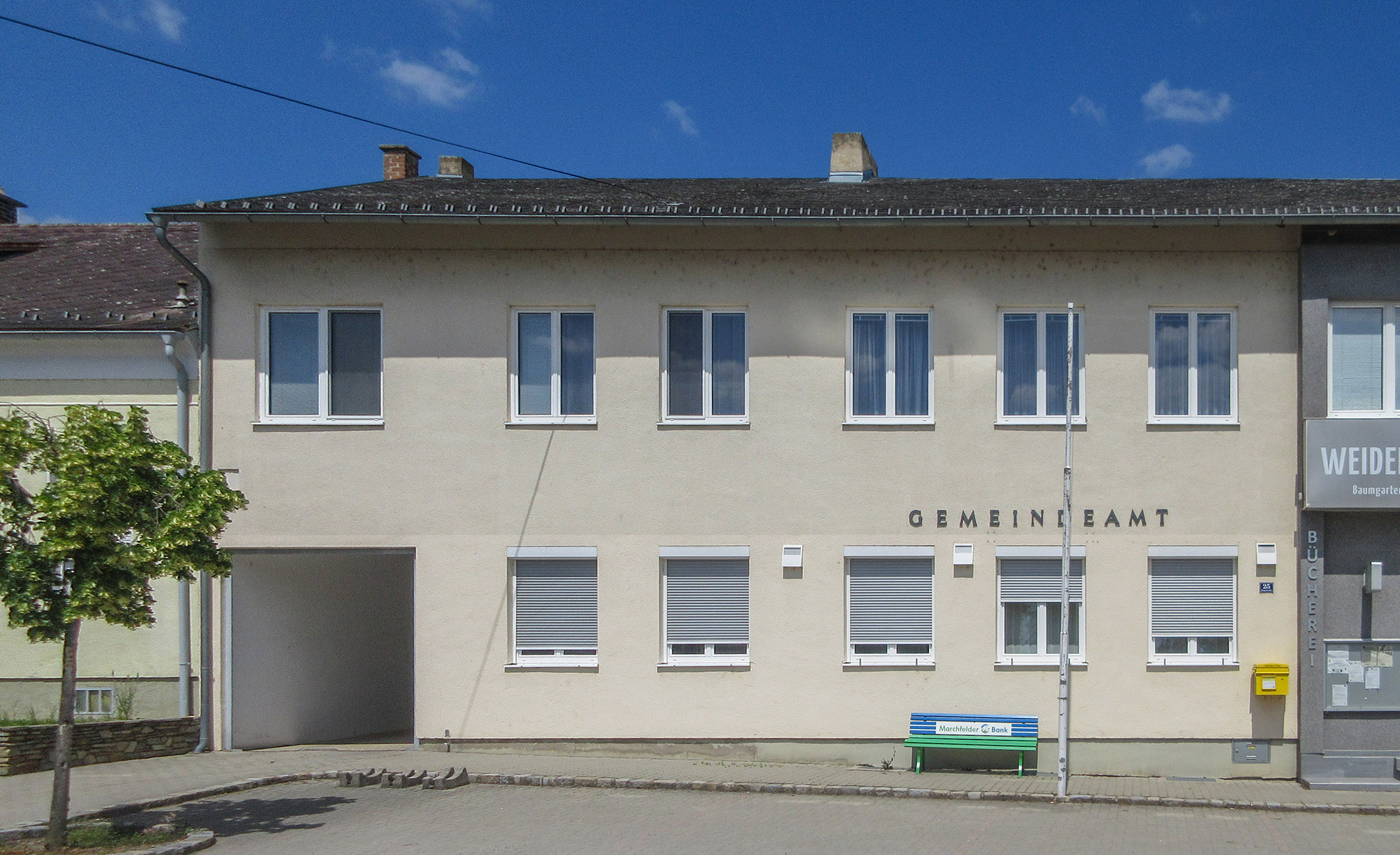
Gemeindeamt Oberweiden

### Gemeinderat
Der Gemeinderat hat 15 Mitglieder.
- Nach den Gemeinderatswahlen in Niederösterreich 1990 hatte der Gemeinderat folgende Verteilung: 13 ÖVP und 2 SPÖ.
- Nach den Gemeinderatswahlen in Niederösterreich 1995 hatte der Gemeinderat folgende Verteilung: 11 ÖVP, 2 SPÖ und 2 FPÖ.[8]
- Nach den Gemeinderatswahlen in Niederösterreich 2000 hatte der Gemeinderat folgende Verteilung: 12 ÖVP, 2 SPÖ und 1 FPÖ.[9]
- Nach den Gemeinderatswahlen in Niederösterreich 2005 hatte der Gemeinderat folgende Verteilung: 12 ÖVP und 3 SPÖ.[10]
- Nach den Gemeinderatswahlen in Niederösterreich 2010 hatte der Gemeinderat folgende Verteilung: 11 ÖVP und 4 SPÖ.[11]
- Nach den Gemeinderatswahlen in Niederösterreich 2015 hatte der Gemeinderat folgende Verteilung: 12 ÖVP und 3 SPÖ.[12]
- Nach den Gemeinderatswahlen in Niederösterreich 2020 hatte der Gemeinderat folgende Verteilung: 13 ÖVP und 2 SPÖ.[13]
- Nach den Gemeinderatswahlen in Niederösterreich 2025 hat der Gemeinderat folgende Verteilung: 11 ÖVP, 2 SPÖ und 2 FPÖ.[14]

### Bürgermeister
- 1975–1980 Josef Schultes
- 1980–1995 Walter Hansi (ÖVP)
- 1995–1999 Franz Denk (ÖVP)
- 1999–2005 Josef Bubenicek (ÖVP)
- 2005–2010 Josef Dienst (ÖVP)
- 2010–2019 Franz Neduchal (ÖVP)
- seit 2019 Markus Lang (ÖVP)

## Persönlichkeiten
- Hermann Schultes (* 1953), Landwirt, Politiker und Präsident der Niederösterreichischen Landwirtschaftskammer